# Christian Rub
Christian Rub (Graz, 13 aprile 1886 – Santa Barbara, 14 aprile 1956) è stato un attore austriaco naturalizzato statunitense.
Caratterista, fu attivo nel cinema dalla fine degli anni dieci fino agli anni cinquanta, lavorando in circa 120 film, molti di questi accreditati. Ha dato voce nel 1940 al personaggio di Geppetto nel film Disney Pinocchio.

## Biografia
Nacque a Graz, in Stiria, all'epoca dell'Impero austro-ungarico. Figlio di Otto Rub (1856–1942) e Paula Groß, era nipote dell'attore Bernhard Baumeisters. Insieme alla sorella Marianne, Christian iniziò a recitare in teatro già da bambino. Suoi furono i ruoli di figlio di Guglielmo Tell o di "piccolo Lord". Il Burgtheater lo ingaggiò per sostenere ruoli infantili, cosa abbastanza notevole, perché fino a quel momento, ad essere prese in compagnia con quella funzione erano sempre state solo le ragazze.

## Carriera
Nel 1919, andò a vivere negli Stati Uniti dove debuttò nel cinema prendendo parte a The Belle of New York, film che aveva come protagonista Marion Davies. Recitò ancora in qualche altra pellicola, ma all'epoca era ancora considerato soprattutto un attore teatrale. Tra il dicembre 1920 e il gennaio 1921, lavorò a Broadway nell'operetta di Franz Lehár Wo Die Lerche Singt (Dove canta l'allodola). Nel 1932, si trasferì a Hollywood, dove lavorò nel cinema. Nella sua carriera, prese parte approssimativamente a 120 film, in molti dei quali non appare accreditato. A causa del suo forte accento tedesco, infatti, venne preferibilmente relegato a ricoprire piccoli ruoli, spesso in parti di tedesco, austriaco o scandinàvo. Frequentemente, i suoi personaggi avevano un taglio leggermente comico. Ne L'eterna illusione di Frank Capra, sostenne il ruolo del vicino di casa di Lionel Barrymore e, in Zoccoletti olandesi con Shirley Temple, quello del panettiere del paese. Comunque, il suo ruolo più famoso fu in Pinocchio di Walt Disney, dove, nella versione originale, prestò la voce al personaggio di Geppetto. Rub, con il suo aspetto, ispirò anche visivamente il disegno del falegname e i suoi movimenti.
L'ultimo film di Rub fu Something for the Birds nella parte di Leo.
Si conosce poco della sua vita privata. Solo che si era sposato con una donna di nome Amy. Morì all'età di 70 anni in California, a Santa Barbara.

## Filmografia parziale
- The Belle of New York, regia di Julius Steger (1919)
- In the Soup - cortometraggio (1920)
- Dog-Gone Clever, regia di Charles Reisner - cortometraggio (1920)
- Thirty Minutes in Havana - cortometraggio (1920)
- The Trial of Vivienne Ware, regia di William K. Howard (1932)
- L'amore perduto (The Man from Yesterday), regia di Berthold Viertel (1932)
- Those We Love, regia di Robert Florey (1932)
- The Crooked Circle, regia di H. Bruce Humberstone (1932)
- Le Bluffeur, regia di Henry Blanke, André Luguet (1932)
- Silver Dollar, regia di Alfred E. Green (1932)
- Secrets of the French Police, regia di A. Edward Sutherland (1932)
- La grande menzogna (No Other Woman), regia di J. Walter Ruben (1933)
- Lo scandalo dei miliardi (Billion Dollar Scandal), regia di Harry Joe Brown (1933)
- Piroscafo di lusso (Luxury Liner), regia di Lothar Mendes (1933)
- Humanity, regia di John Francis Dillon (1933)
- The Mind Reader. regia di Roy Del Ruth (1933)
- Il bacio davanti allo specchio (The Kiss Before the Mirror), regia di James Whale (1933)
- Mary Stevens, M.D., regia di Lloyd Bacon (1933)
- Cuori in burrasca (Tugboat Annie), regia di Mervyn LeRoy (1932)
- Bureau of Missing Persons, regia di Roy Del Ruth (1933)
- A Man of Sentiment, regia di Richard Thorpe (1933)
- Man of Two Worlds, regia di J. Walter Ruben (1934)
- Il gatto e il violino (The Cat and the Fiddle), regia di William K. Howard (1934)
- No More Women, regia di Albert S. Rogell (1934)
- I ragazzi della via Paal (No Greater Glory), regia di Frank Borzage (1934)
- Private Scandal, regia di Ralph Murphy (1934)
- E adesso pover'uomo? (Little Man, What Now?), regia di Frank Borzage (1934)
- Gli amori di una spia (Stamboul Quest), regia di Sam Wood (1934)
- Romance in the Rain, regia di Stuart Walker (1934)
- The Fountain, regia di John Cromwell (1934)
- The Spectacle Maker, regia di John Farrow - cortometraggio (1934)
- No Ransom, regia di Fred C. Newmeyer (1934)
- I Am a Thief, regia di Robert Florey (1934)
- Musica nell'aria (Music in the Air), regia di Joe May (1934)
- Facce false (Let 'em Have It), regia di Sam Wood (1935)
- La lampada cinese (Oil for the Lamps of China), regia di Mervyn LeRoy (1935)
- Rivalità senza rivali (Ladies Crave Excitement), regia di Nick Grinde (1935)
- Il re dell'Opera (Metropolitan), regia di Richard Boleslawski (1935)
- Sogno di prigioniero (Peter Ibbetson), regia di Henry Hathaway (1935)
- Murder on a Bridle Path, regia di William Hamilton, Edward Killy (1936)
- È arrivata la felicità (Mr. Deeds Goes to Town), regia di Frank Capra (1939)
- Murder on a Bridle Path, regia di William Hamilton e Edward Killy (1936)
- Tira a campare! (Never Say Die), regia di Elliott Nugent (1939)
- Forged Passport, regia di John H. Auer (1939)
- Hidden Power, regia di Lewis D. Collins (1939)
- No Place to Go, regia di Terry O. Morse (1939)
- Everything Happens at Night, regia di Irving Cummings (1939)
- Pinocchio (1940) - voce
- Come Robinson Crusoè (Swiss Family Robinson), regia di Edward Ludwig (1940)
- Ski Patrol, regia di Lew Landers (1940)
- Earthbound, regia di Irving Pichel (1940)
- Four Sons, regia di Archie Mayo (1940)
- Dangerously They Live, regia di Robert Florey (1941)
- Nazi Agent, regia di  Jules Dassin (1942)
- It Happened in Flatbush, regia di Ray McCarey (1942)
- Destino (Tales of Manhattan), regia di Julien Duvivier (1942)
- Berlin Correspondent, redia di Eugene Forde (1942)
- Something for the Birds, regia di Robert Wise (1952)